# Jardim da Luz
O Jardim da Luz é um espaço público, caracterizado como jardim público ou como um parque com 113 400 m², localizado na avenida Tiradentes, região da Luz, na cidade de São Paulo, Brasil. Está ao lado da Estação da Luz, próximo ao Museu de Arte Sacra de São Paulo e ao Departamento Histórico da Prefeitura do Município. No Jardim, encontra-se a sede da Pinacoteca de São Paulo.
Originalmente um jardim botânico, foi transformado em jardim público no fim do século XIX. Em 1900, foi inaugurada a sede do Liceu de Artes e Ofícios de São Paulo, prédio que atualmente abriga a supracitada Pinacoteca. Durante grande parte do século XX o Jardim passou um grave período de degradação, servindo de zona de prostituição e tráfico de drogas. A situação reverteu-se com uma política de revitalização da região central levada a cabo pelo Governo do Estado cujos resultados foram, entre outros, a instalação de esculturas ao longo do parque, reforma da Pinacoteca, maior policiamento e valorização da região.

## História

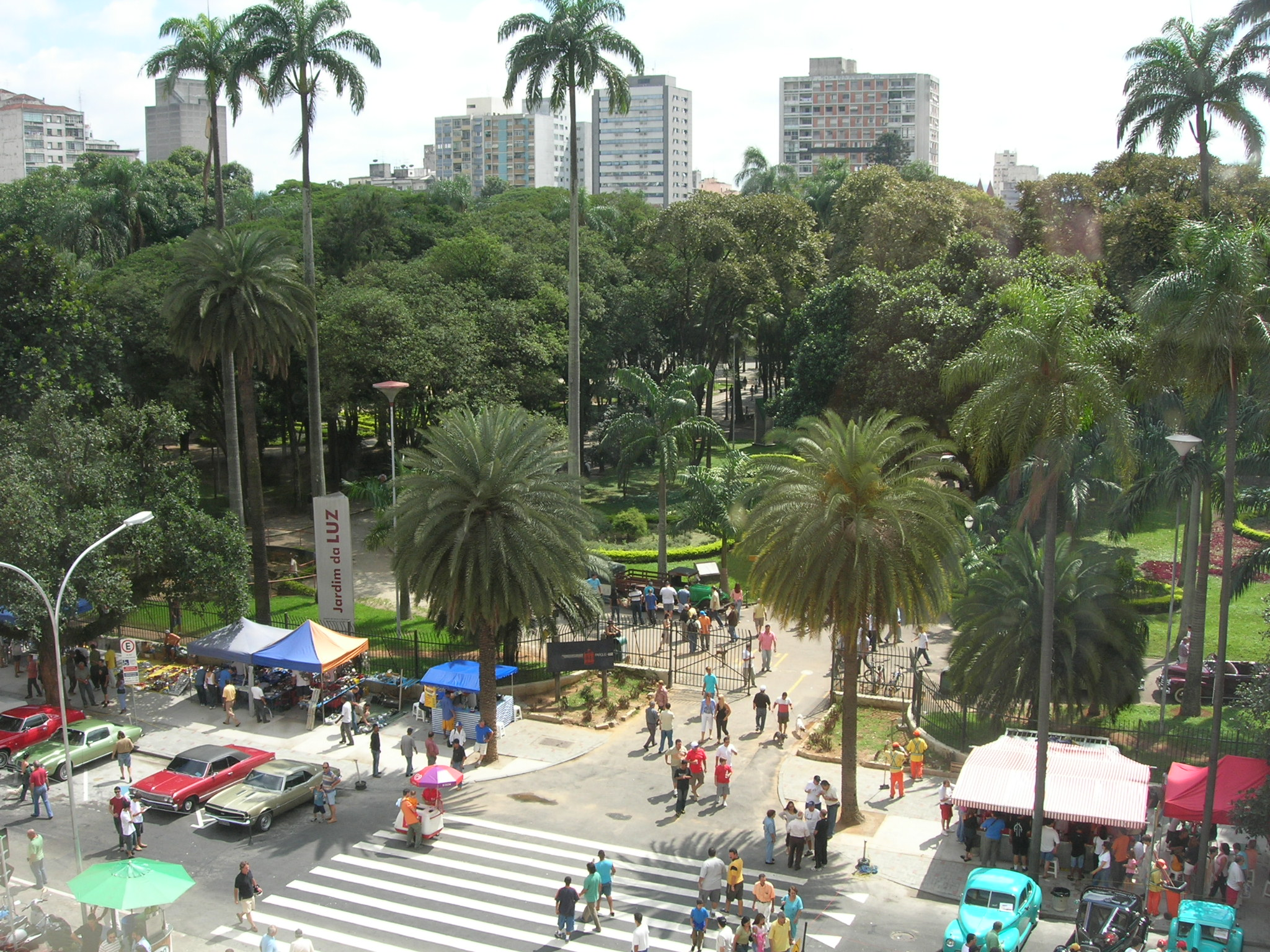
Visão superior do Jardim da Luz, foto tirada do 3º andar do Museu da Língua Portuguesa - 2006.

### Início
Aberto ao público em 1825, o parque Jardim da Luz é o mais antigo da cidade de São Paulo. Inaugurado inicialmente como um Jardim Botânico, era o único ponto de lazer da cidade na época.
A intenção por parte da prefeitura de criar um parque na região data inicialmente de 1798, quando uma ordem régia determinou a criação de 3 viveiros de plantas: um no Recife, um no Rio de Janeiro e outro em São Paulo. Em 1799 foi concedido ao Sargento Antonio Marques da Silva a permissão de se criar um Jardim Botânico junto com um Hospital Militar e a Casa do Trem. As obras foram realizadas com recursos levantados por cidadãos comuns em troca de patentes de oficiais de milícia. Devido à falta de infraestrutura da época as obras sofreram atrasos, ficando prontas somente em 1825.
No jardim do parque, é possível encontrar espécies de árvores como o alecrim-de-campinas, o andá-açu, o chichá, a corticeira, o jenipapo e a magnólia-branca; além de abrigar 67 espécies de pássaros e animais como o cágado-pescoço-de-cobra e peixes como carpas, tilápias e acares.
Para a construção do parque foi escolhida a região do Guaré, entre as várzeas do Tamanduateí e do Tietê. A escolha foi devido a evitar as grandes inundações que já eram bastante comuns na cidade. Próximo do Convento da Luz (Nossa Senhora da Luz da Divina Providência), que daria nome ao bairro. A ocupação da área iniciou-se com a transferência da capela de Nossa Senhora da Luz, da região do Ipiranga, para o local que mais tarde abrigaria o Convento da Luz, hoje Museu de Arte Sacra.

### Século XIX

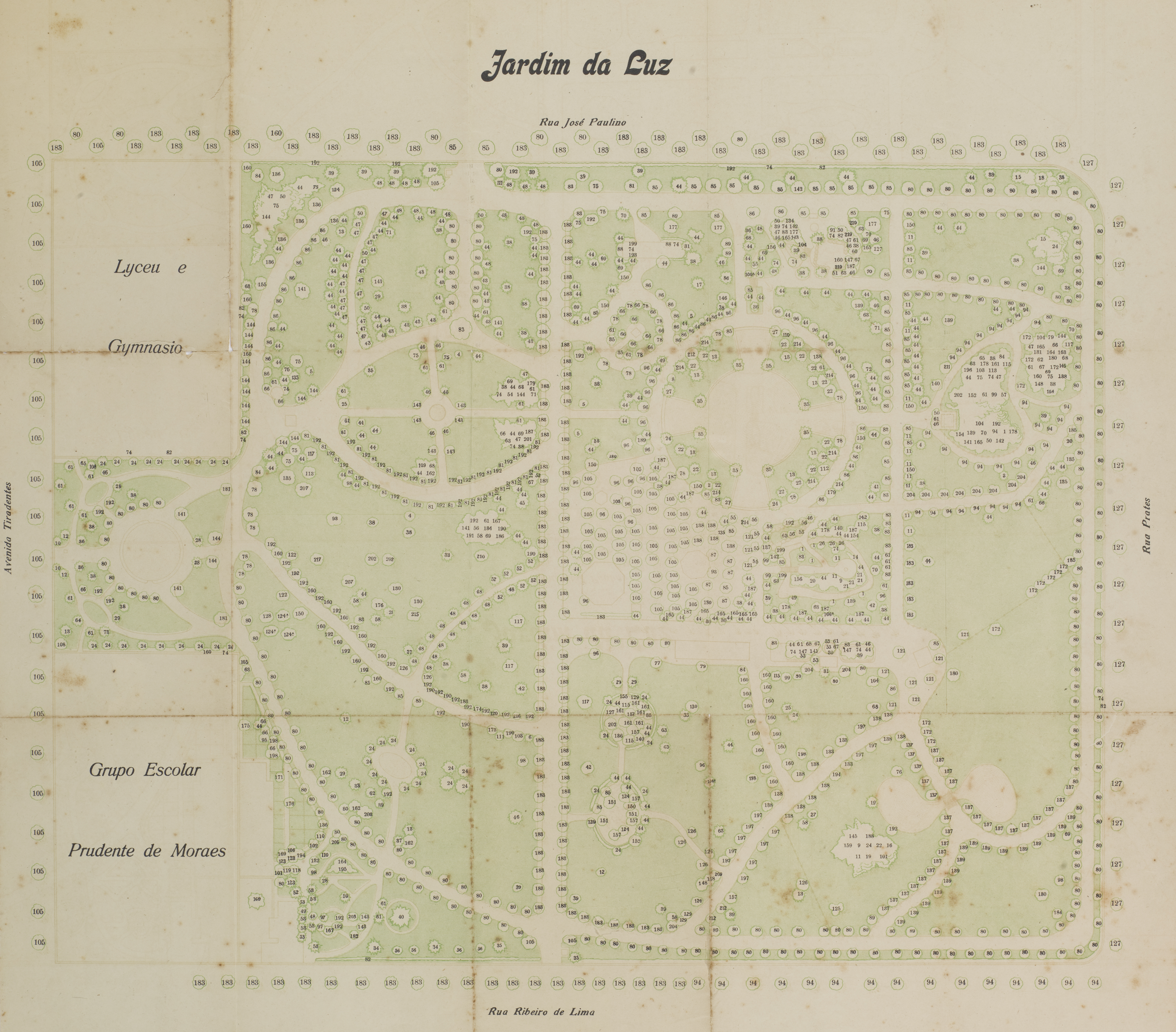
Mapa do parque, no acervo do Arquivo Aguirra.

Por ter somente espécies de plantas comuns, sua utilização como Jardim Botânico foi aos poucos se perdendo, até que em 1838 passou a ser chamar Jardim Público. O Jardim da Luz ainda receberia a visita do Imperador Dom Pedro II em fevereiro de 1846. Em 1852 o parque ganhou grades de ferro, assim como uma nova coleção de plantas e flores trazidas do Rio de Janeiro.
Em 1860, por ordem do governo do Estado, parte do terreno do parque Jardim da Luz foi entregue a Cia Inglesa para a construção de uma estação de trem da The São Paulo Railway, que posteriormente virou a Estação da Luz. A entrega de parte do terreno acabou modificando a simetria do parque, forçando a destruição de várias árvores e plantas.
Posteriormente, outros terrenos do parque foram cedidos para a construção do Colégio Prudente de Morais e do Liceu de Artes e Ofícios, hoje Pinacoteca.Em 1869 o parque passou por uma grande reforma. Foram construídas as paredes do lago, assim como a reforma do encanamento.
O Jardim da Luz ainda ganhou um Observatório Meteorológico em 1874, uma torre de cerca de 20 metros de altura conhecida como Canudo de João Teodoro. O local foi destruído em 1900.Em 1883 os paulistanos puderam ver pela primeira vez o parque iluminado com energia elétrica.

### Século XX
Conforme o crescimento da cidade ia acontecendo, o bairro da Luz acompanhava a prosperidade. Na época, São Paulo vivia o ápice da cultura cafeeira, e o Jardim da Luz já era um parque urbano cercado por edifícios, e mesmo assim continuava sendo o principal ponto de lazer da cidade.
No início do século XX, por ordem do Conselheiro Antonio Prado, o Jardim da Luz sofreu uma grande remodelação, obedecendo ao estilo paisagista inglês, fazendo com que novos traçados fossem feitos e novos gramados fossem plantados.
Nessa época também com o auge da economia cafeeira e a crescente industrialização da região, o Jardim da Luz passou por sua maior reforma, recebendo muitas melhorias.
O começo da degradação do Parque da Luz coincide com a crise do café em São Paulo. Até década de 1990, o jardim praticamente não teve reformas, e acabou tendo parte de seu patrimônio deteriorado. Por muito tempo o local virou ponto de prostituição e comércio de drogas.

### Restauro
Em julho de 1999 começou o trabalho de restauração do parque. Dezenas de especialistas do Departamento do Patrimônio Histórico de São Paulo estiveram envolvidos na reforma. Na primeira fase do restauro foram feitas obras para a recuperação de espécies vegetais, assim como de impermeabilização dos lagos e também reforma dos sistemas hidráulicos e elétricos. Na segunda etapa foram feitas melhorias arquitetônicas. Foram feitas obras no Coreto, na casa do Administrador, gruta, entre outros.

## Vegetação
No Jardim da Luz existe uma grande variedade de plantas nativas e exóticas, sendo muitas delas centenárias.  Foram documentadas 165 espécies, sendo que dez delas estão em risco de extinção, como cabreúva, cambuci e palmito-jussara.                                                                                                                           

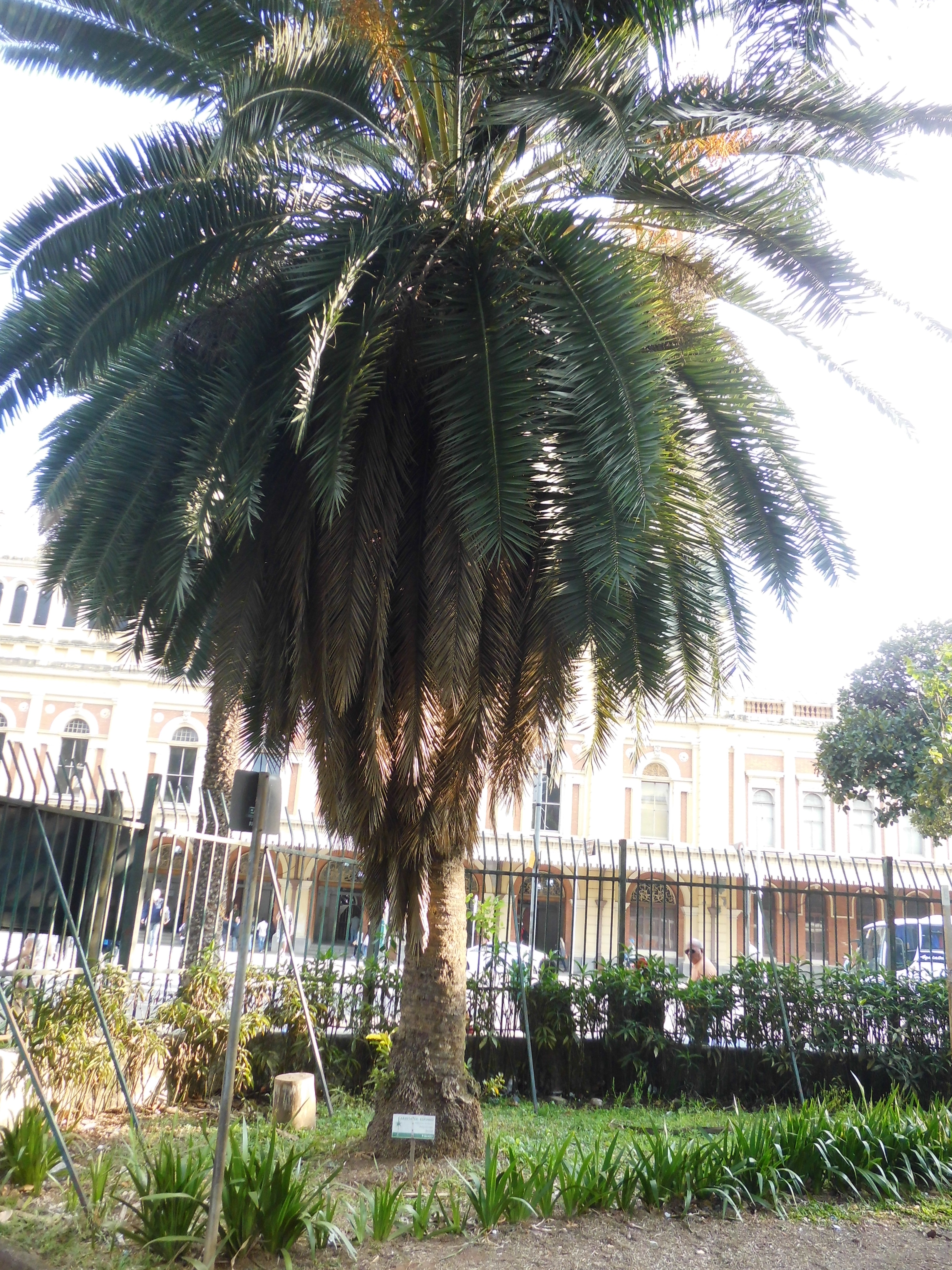
Cariota de espinho

- Sapucaia
- Algodoeiro
- Areca bambu
- Figo Benjamim
- Palmeira
- Pinheiro
- Cabreúva
- Pantalo
- Gabiroba
- Castanheiras
- Cafeeiro
- Jambolão
- Canela
- Suinan
- Legusto
- Ciprestes
- Jaqueiras
- Cariota de Espinho
- Oiti
- Flor Libano
- Cedro
- Alecrins
- Eucaliptos
- Guatambús
- Latanias
- Alfena
- Coqueiros
- Pau brasil
- Pau Ferro
- Chichá
- Pinheiro do Paraná
- Alecrim-de-campinas
- Andá-açu
- Corticeira
- Janipapo
- Magnólia-branca
- Manila-copal
- Pau-Marinheiro
- Sol-da-mata
- Roseiral
- Cambuci
- Palmito-jussara

## Fauna
O Parque Jardim Luz apresenta uma fauna diversificada, na qual foram registradas 73 espécies semelhantes, sendo que 91,8% delas são aves. Além disso, o parque é um importante ponto de parada para outros pássaros como por exemplo: Beija-flor-preto, Tucano-de-bico-verde, Tucano-de-bico-preto e Bem-te-vi-pirata.
- Hydromedusa tectifera
- Carpa-comum
- Tilapia
- Acará
- Socó dorminhoco
- Irerê
- Martim-pescador-grande
- Frango-d’água-azul
- Gavião-caboclo
- Caracará
- Sabiá
- Periquito
- Maracanã
- Papagaio
- Pombas silvestres
- Diversas espécies de Beija-flores
- Diversas espécies de Papa-moscas
- Bicho-Preguiça (Herança do primeiro e extinto Jardim Zoológico paulistano)

## Esculturas
O Parque Jardim da Luz possui diversas esculturas expostas ao ar livre, feitas tanto por artistas nacionais quanto internacionais, vale ressaltar que no centro do parque, chama muito a atenção, o lago no formato da Cruz de Malta, cercado por quatro esculturas que correspondem às quatro estações do ano.
- Maria Martins - Searching for Light (À procura da luz), 1940;
- Sonia Ebling – Luiza, 2000;
- Lasar Segall – Três Jovens, 1939;
- Victor Brecheret – La porteuse de parfum (A carregadora de perfume), 1923/1924;
- Angelo Venosa – Sem título, 2000;
- Ivens Machado – Sem título, 2000;
- Caíto - Sem título, 1998;
- Marcelo Silveira - Sem título, 2002;
- Lygia Reinach – Colar, 2000;
- Nuno Ramos – Craca, 1995;
- Vlavianos – Homem pássaro, 1985;
- Amilcar de Castro - Sem título,2000;
- Yutaka Toyota – Espaço vibração (Homenagem a Bardi), 2000;
- Franz Weissman – Fita, 1985;
- Liuba Wolf – Voo de pássaro, 1971;
- Arcangelo Ianelli – Encontro e desencontro, 2002;
- Sonia Von Brüsky – Fóssil, 2000;
- Marcello Nitsche – Pincelada tridimensional, 2000;
- Odette Haidar Eid – Botão de rosa, carneiro, cisne, flor redonda, papoula, pássaro  ima ginário e tulipa, 1983/2002;
- Károly Pilcher – Oração, 1970;
- Ascânio MMM – Piramidal 34, 1999.

## Herma de Garibaldi

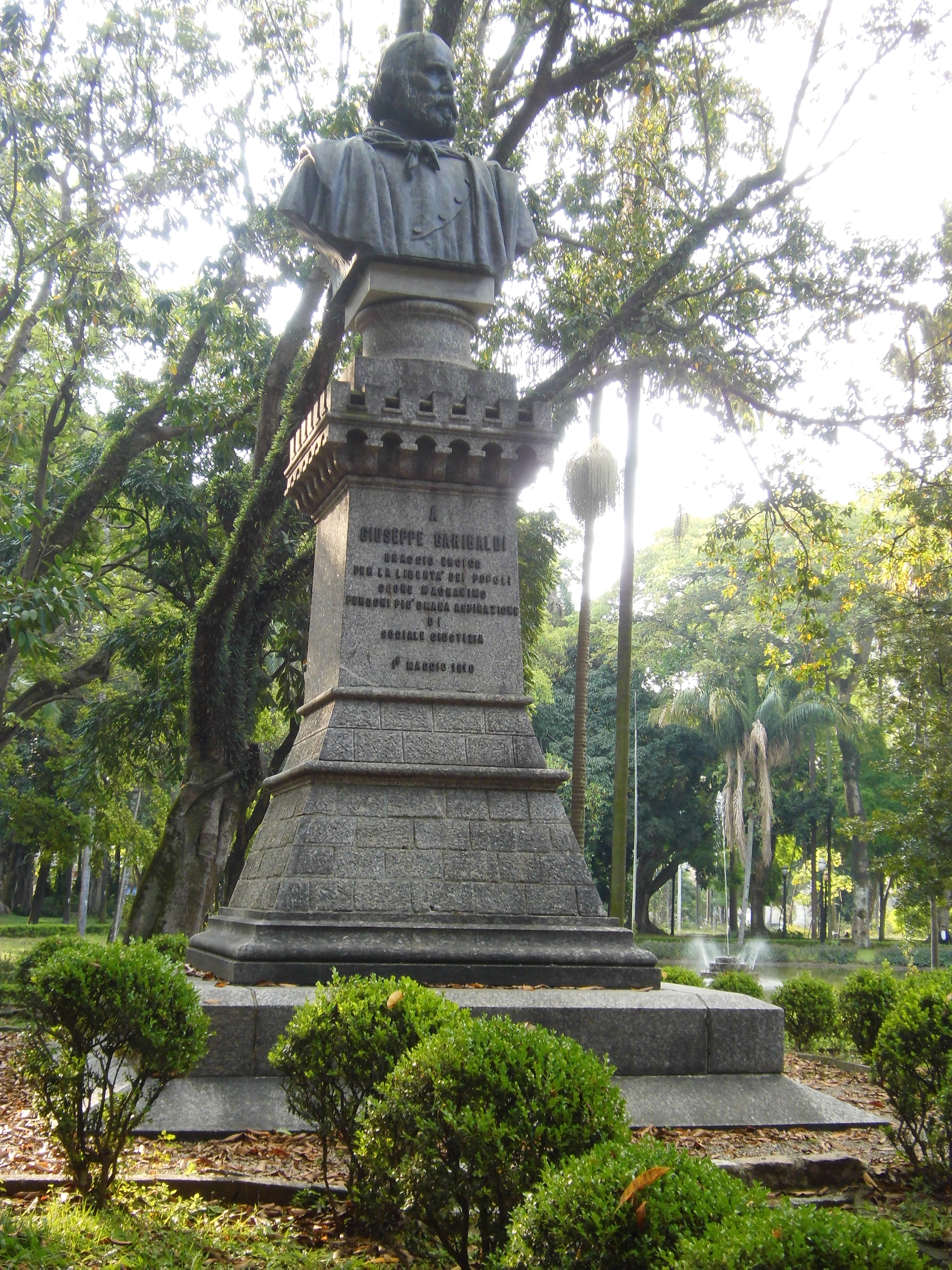
Busto em homenagem a Giuseppe Garibaldi

Feita pelo escultor romano Emilio Gallori, o busto do parque Jardim da Luz foi feito em homenagem a Giuseppe Garibaldi, herói da Revolução Farroupilha. Inaugurada em 1910 por Olavo Bilac, a obra era tida na época como a única arte escultórica de São Paulo. O local foi o centro de várias festas de famílias italianas, muito comuns na região central da cidade, em homenagem ao herói conterrâneo.
No busto também está escrita a frase “Braccio eroico per la liberta del popoli cuore magnanimo perogni piu umana aspirazione di sociale giustizia”, que no português significa algo como Braço heróico pela liberdade do coração dos povos, magnânima a aspiração humana para a justiça social.

## Infraestrutura

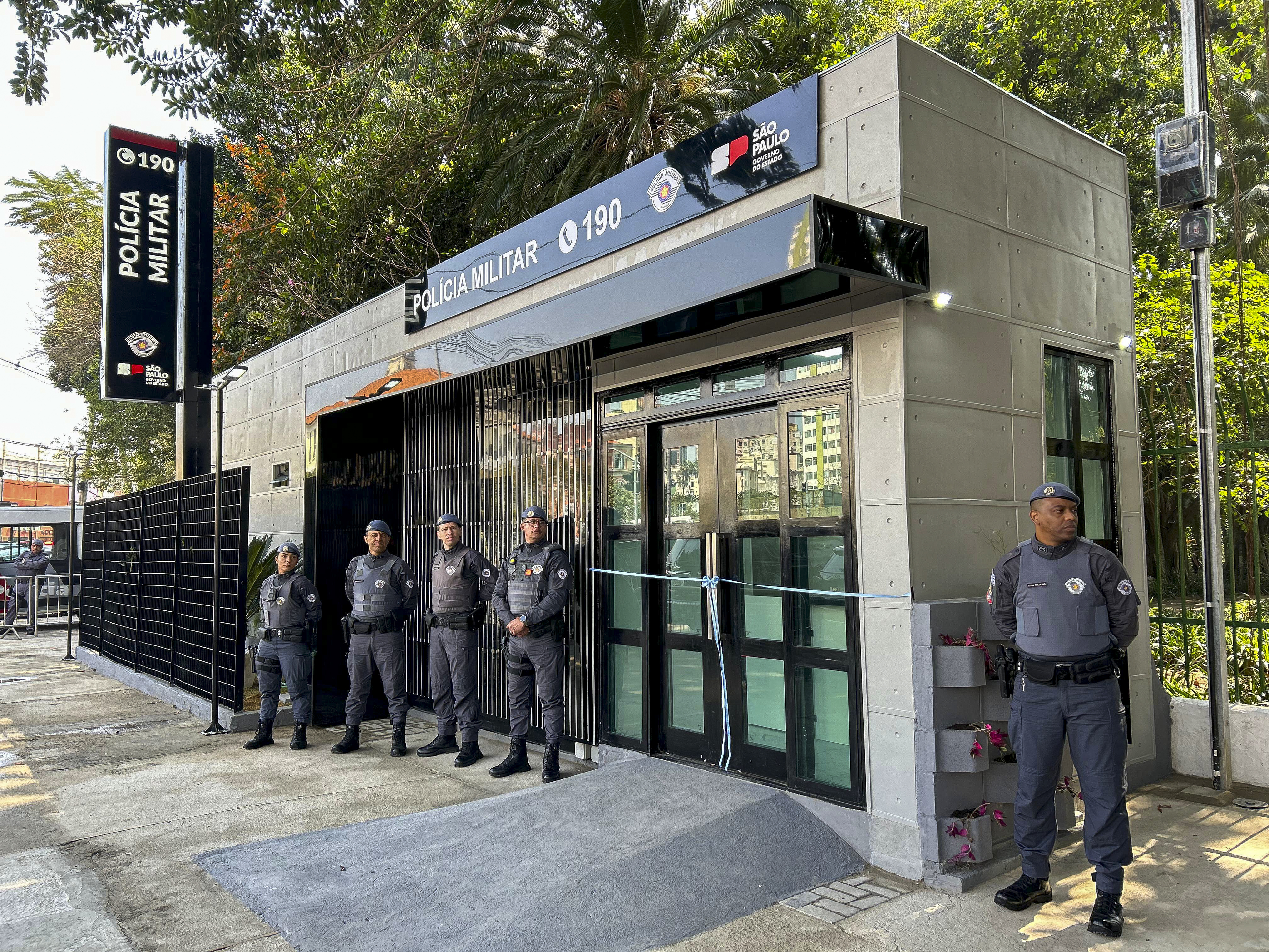
Base da PMESP no Parque da Luz, inaugurada em 29 de agosto de 2024.

Atualmente o Jardim da Luz conta com uma área de 113.400 m² com locais para apresentações, coreto, playground, espelhos d’água, gruta com cascata, equipamento de ginástica, áreas de lazer, sanitários, mirante, aquário subterrâneo, pista de Cooper, ponto de bonde, lagos, chafariz, uma exposição permanente de esculturas, Casa do Administrador (museu) e Bosque da Leitura (SMC).
- Feira de automóveis antigos (1°domingo do mês);
- Dança Circular ( 3°domingo do mês);
- Alongamento (atividade diária, às 7h00);
- Bosque da Leitura ( sábados e domingos).[9][13]

Além disso, em agosto de 2024, foi inaugurada a primeira base da Polícia Militar no espaço do parque, com capacidade para 16 policiais e 2 viaturas, o equipamento visa atender não só o parque como a região adjacente a ele.

### Casa do Administrador

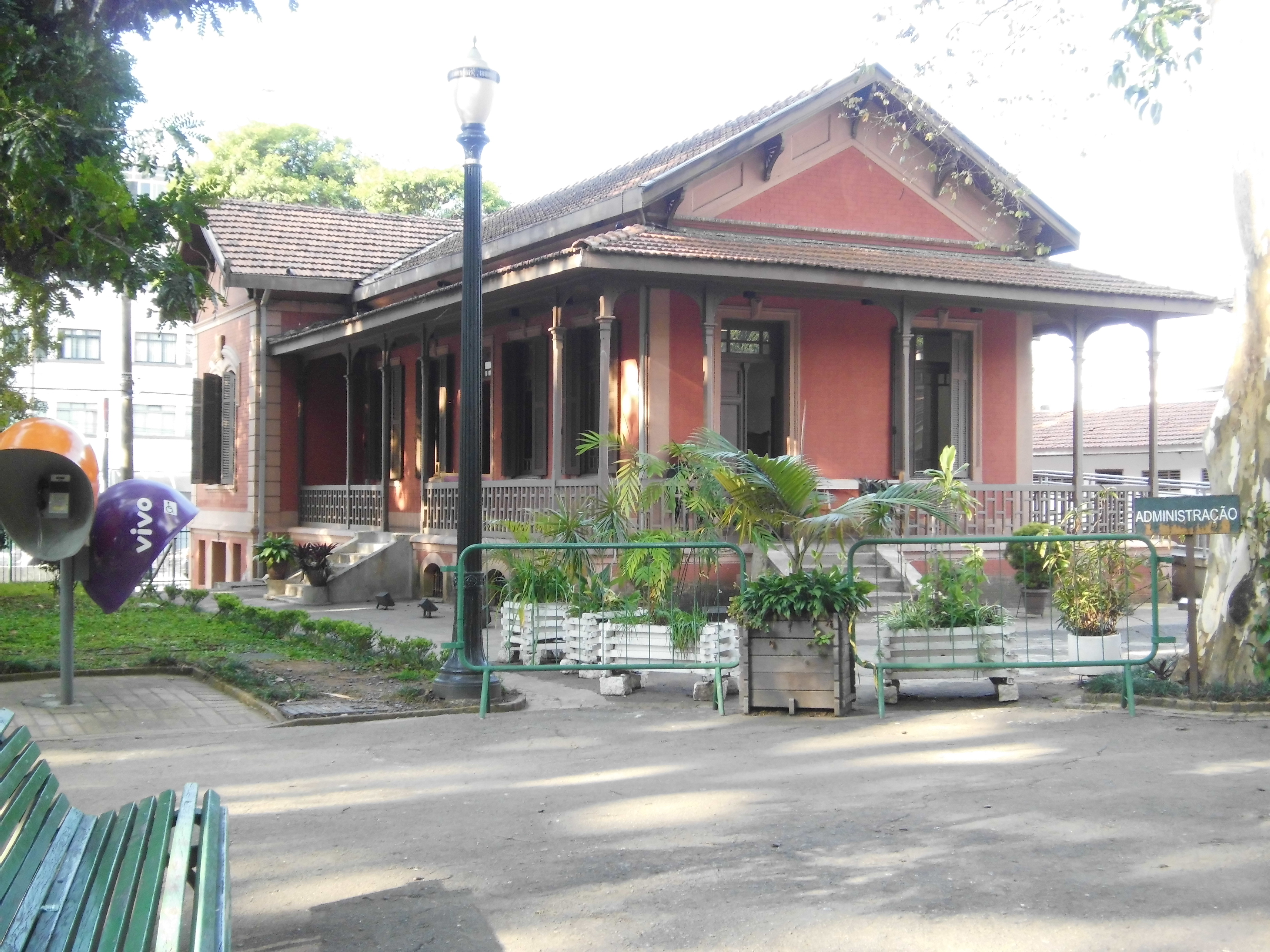
Casa do Administrador

Criada inicialmente como moradia para a família de Antonio Etzel, nomeado administrador do parque pelo prefeito Antonio Prado, a Casa do Administrador serve atualmente como local de exposições e também para abrigar a atual administração do Jardim da Luz. Etzel, um austríaco que era jardineiro da mãe do prefeito, foi nomeado administrador do parque em 1899, ficando no cargo até 1930, e depois sendo sucedido por seu filho Artur Etzel, que permaneceu na administração do Parque até 1959. Artur ainda seria nomeado como administrador do Parque Ibirapuera até 1971.
A Casa do Administrador passou por uma grande reforma realizada entre dezembro de 2006 e julho de 2007. O Projeto e suas diretrizes de intervenção são de autoria do Departamento do Patrimônio Histórico (DPH).

### Coreto

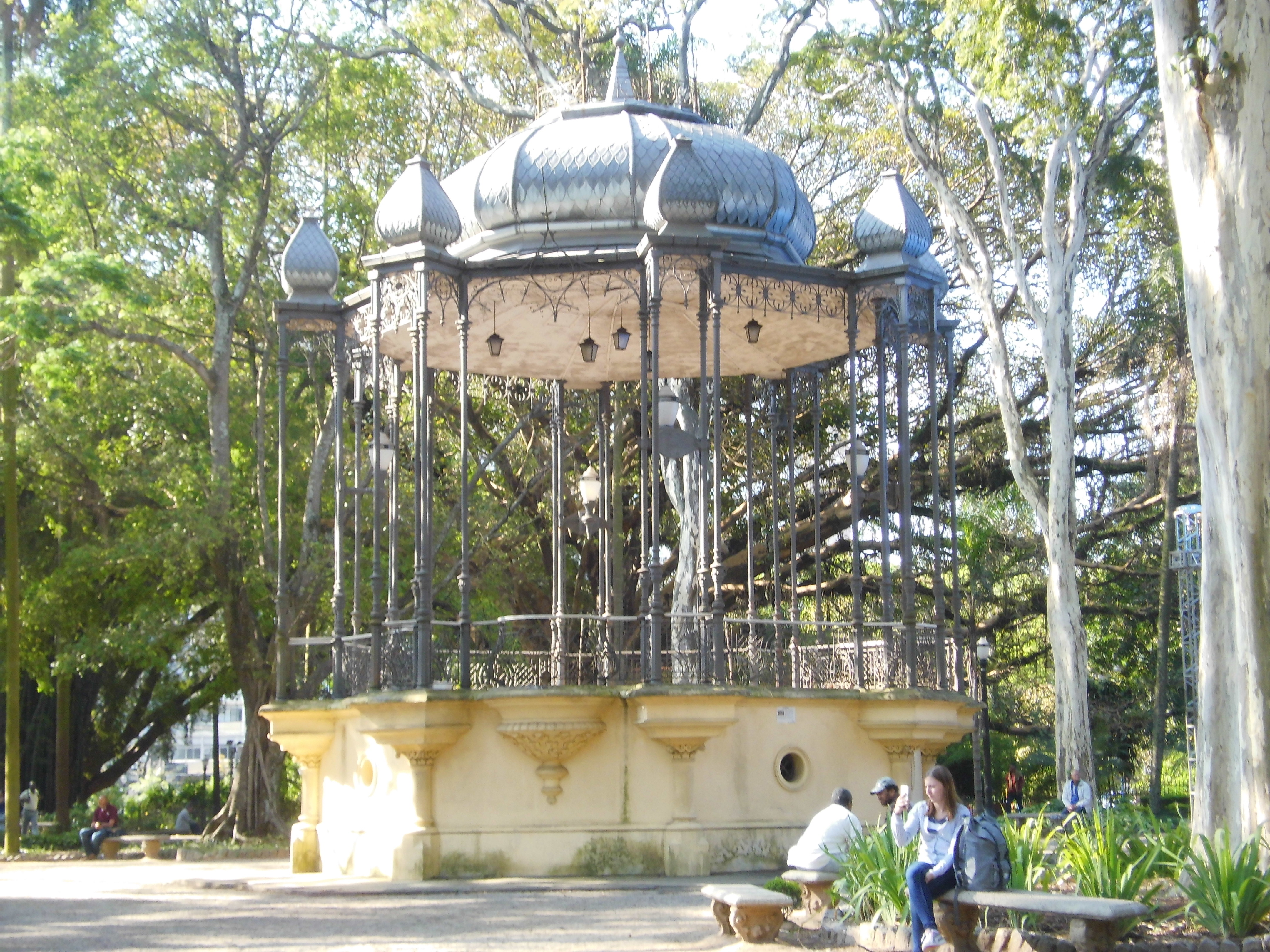
Coreto do Parque Jardim da Luz

Construído em 1880, o primeiro coreto do Jardim da Luz servia de local para as apresentações das bandas musicais de colônias de imigrantes e para os bailes que já eram bem tradicionais no local.

### Gruta e cascata
Construída na década de 1880, a gruta do Jardim da Luz também funciona como uma grande caixa d’água, com capacidade para 25 mil litros. No alto há um mirante que proporciona uma vista quase completa do parque.

### Ponto do bonde

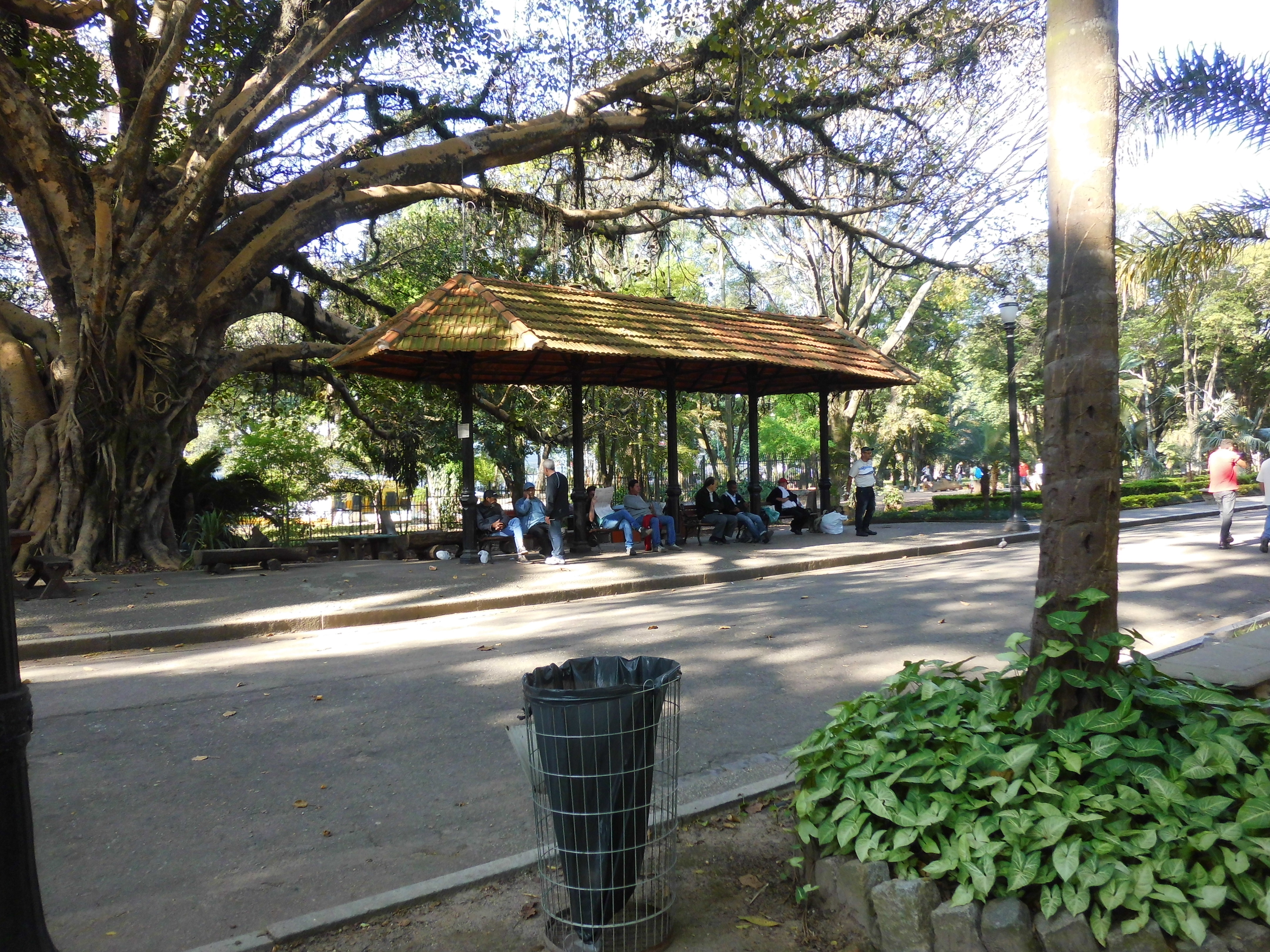
Ponto de bonde

Em outubro de 1872 a Companhia de Carris de Ferro de São Paulo inaugurou o sistema de bondes de tração animal. O caminho era feito pelas linhas Liberdade, Mooca, Brás, Luz, São Joaquim, Consolação, Marcos da Meia Légua, Santa Cecília e São Joaquim.

### Aquário Subterrâneo
Durante o restauro de 1999, ao transferir algumas arvores para outro local, uma passagem subterrânea foi encontrada, sob o espelho de água, localizado próximo ao lago cruz de malta, revelando assim o primeiro aquário da cidade de São Paulo.

## Significado histórico e cultural
O parque Jardim da Luz é o mais antigo da cidade de São Paulo. Por muitas décadas serviu como ponto de encontro e lazer para a sociedade paulistana e por isso se trata de um importante local para pesquisa e análise da cidade.
O processo de tombamento do bem foi iniciado no ano de 1977. O documento entregue a Secretaria de Estado da Cultura, Ciência e Tecnologia ressaltava a importância cultural do logradouro devido a sua história. O local foi devidamente tombado em 1981 pelo CONDEPHAAT.